# ژنگ شویین
ژنگ شویین (انگلیسی: Zheng Shuyin؛ زادهٔ ۱ مهٔ ۱۹۹۴) تکواندوکار اهل چین است.
وی در مسابقات کشوری و بین‌المللی در مجموع برندهٔ ۱ مدال طلا، ۲ مدال نقره، ۱ مدال برنز شده‌است.